# Muitos Capões
Muitos Capões é um município brasileiro do estado do Rio Grande do Sul.

## História
Chamava-se, primitivamente, Raia da Capoeira. A Capela de Santo Antônio dos Muitos Capões foi inaugurada no dia 13 de junho de 1901, pelo Vigário Pe. Mário Deluy, por cuja iniciativa foi construída, tendo o fazendeiro Manuel Martins de Barros e sua esposa Polidora Barros feito doação do terreno para a capela, praça e povoado. Nesse mesmo ano de 1901, foi construída uma casinha, no início da raia e, nela, funcionou a 15ª Escola Pública de Vacaria, que teve como regente o professor José Rodrigues Padilha.
Entre os primitivos povoadores do Distrito de Muitos Capões, destacam-se os fazendeiros: Manuel Galvão dos Santos, falecido em 1923; Anastácio Antônio da Costa, falecido em 1922, pai de D. Adelaide Moreira Nery, esposa do Sr. Dinarte Nery dos Santos; Antônio Maria do Sacramento; Manuel Cabral; Pedro de Sousa Godinho; Vilardo Moreira ... Em 1908, Muitos Capões recebeu a visita de Dom João Antônio Pimenta, Bispo Auxiliar de D. Cláudio José Ponce de Leão, Bispo de Porto Alegre. Outro Bispo, que visitou Muitos Capões, foi D. João Becker, em 19 de março de 1933, tendo como secretário o Pe. Alfredo Vicente Scherer, seu sucessor e primeiro Cardeal de Porto Alegre.
Em 1918, entrava, em Muitos Capões, o primeiro automóvel, de propriedade de Narciso Maccari, forte comerciante da Extrema. Em 1936, tendo à frente da comissão Ramiro Hoffmann Godinho e Pedro Guagnini, foi construída a nova capela, que serviu para o culto até 1960, quando foi inaugurado o novo templo, de alvenaria. Desde alguns anos, residem, na vila, as Irmãs de São José, que lecionam no Ginásio Santo Antônio, inaugurado, em 1968, e auxiliam no culto religioso, atendido pelos Padres da Paróquia da Catedral.
O Distrito de Muitos Capões foi criado, em 18 de outubro de 1917, por ato nº 52, sendo intendente Severiano Borges Pereira. O Distrito possuía uma área de 400 Km2. Graças à rodovia BR 285 e ao Ginásio Santo Antônio, Muitos Capões era a única vila da região que progredia. A sede do atual Município está a 985 metros de altitude.
Em 1939, Muitos Capões inaugurava a primeira usina hidrelétrica do Município, com grandes festejos, missa campal celebrada por D. Cândido Bampi, discurso do Prefeito Dr. Sátiro Dorneles de Oliveira Filho, estando presentes outras autoridades municipais. A usina de 18 quilovates, estava instalada no arroio da fazenda de Raimundo Nery dos Santos, a 1.300 metros da então vila. Em 1978, a vila passou a receber energia elétrica da Companhia Estadual de Energia Elétrica - CEEE. As reuniões sociais realizam-se, no Clube União Capoense, que foi destruído por um incêndio, em 1976, sendo construído um novo prédio de alvenaria, sob a direção de Adelgides Teixeira Borges (falecido em 1977), Luiz Roveda, Osvaldo Hoffmann Nery e Alcides Moreira.
O Ofício Distrital de Muitos Capões foi criado, em 1917, tendo como escrivão Claro João Pereira, até 1938, seguido de Francisco José dos Santos, até 1944, de José Alves da Costa, até 1974 e daí, Rita E. Stoffel Mondadori. Em 1977, o Estado encampou o Ginásio Santo Antônio, que vinha sendo mantido pela comunidade. O Grupo Escolar Dom Frei Vital de Oliveira, que funcionava, no antigo prédio, passou a ser integrado ao Ginásio Santo Antônio. Por volta do mês de Março de 1993, numa tarde ensolarada, reuniram-se, nas dependências do Clube União Capoense, um grupo de amigos que residiam aqui na comunidade para tratar da ampliação dos telefones e formar a Comissão da Associação de Moradores de Muitos Capões. Depois da reunião, este grupo de amigos ficaram jogando conversa fora, foi então que o Dr. Herculano Leoni Rahde teve uma brilhante ideia: Emancipar esta pequena e simples vila de Muitos Capões, alguns riram e ficou por isso mesmo. Depois de alguns dias, reuniram-se novamente e aquela ideia foi um pouco mais adiante, e já envolvia um número maior de pessoas .
Dr. Herculano Leoni Rahde juntamente com os demais amigos, Srs. Orestes Roveda, Wolnei Teodoro de Oliveira Tschoepke, Dr. Itamar Bento Neri Duarte, João Almir de Oliveira, Valdir Xavier Bilhar, Telmo Borges Rossi, Osmar Oliveira, Mara Lúcia do Amarante Padilha e outros foram se organizando. Esta ideia foi se concretizando, pois foram realizadas reuniões em todas as localidades que faziam parte ou queriam ser emancipadas. O município de Muitos Capões que conquistou sua independência político-administrativa, independência econômica, vem agora conquistar uma identidade cultural própria através da Festa do Pinhão. A festa tem ainda o objetivo de fortalecer economicamente o município além de proporcionar lazer a comunidade de Muitos Capões e aos visitantes. A partir de 1996, Muitos Capões começou a escrever uma nova história. Uma história que está sendo escrita com muito trabalho, seriedade e comprometimento.
Cidade de economia agrária, está entre as maiores rendas ''per capita'' do estado.

## Geografia
Microrregião: Vacaria
Mesorregião: Nordeste Rio-Grandense
Altitude da Sede: 933 m
Distância à Capital: 192 km em linha reta ou 275 kms em condução via Rodovias (Aprox. 3:56 horas de Viagem)
Latitude: 28°19'00.56'' S // Longitude: 51º11'02.6'' O